# Juliane Preisler
Juliane Preisler (* 23. Juli 1959 in Kopenhagen, Dänemark) ist eine dänische Schriftstellerin und Dichterin.

## Leben
Juliane Preisler ist die Tochter des Philosophen Peter Zinkernagel und Stieftochter des Lektors Gerd Preisler. Nach ihrem Abitur 1978 am Sortedam Gymnasium studierte sie bis zu ihrem erfolgreichen Magisterabschluss 1984 Komparatistik an der Universität Kopenhagen. Bereits ein Jahr zuvor debütierte sie mit der Gedichtsammlung Uden als Lyrikerin. Später schrieb sie für Zeitschriften und fürs Theater und übersetzte einige Werke.
Ihr 1992 erschienener Roman Dyr wurde 1997 von der späteren Oscarpreisträgerin Susanne Bier mit Sofie Gråbøl und Ellen Hillingsø in den Hauptrollen unter dem Titel Sekten verfilmt. Unter dem deutschen Titel Gnadenlose Verführung wurde der Psychothriller am 8. Mai 2000 vom ZDF im deutschen Fernsehen ausgestrahlt.
Ihr einziges in deutscher Sprache erschienenes Werk ist der 1998 erschienene und von Walburg Wohlleben übersetzte Roman Glas. Unter dem gleichen Titel erschien das Buch 2001 beim Deutschen Taschenbuch Verlag.
Seit 1996 ist Preisler mit dem Dramatiker Peter Asmussen verheiratet. Das Paar lebt in Kopenhagen und ist kinderlos.

## Werke (Auswahl)
- Uden (1983)
- Ind (1984)
- Standset Aften (1985)
- I en anden (1986)
- Du Lille (1987)
- Det tændte hus (1987)
- Ønskeøjne (1988)
- Lyn (1989)
- Hun (1990)
- Zip (1991)
- Knive (1992)
- Dyr (1992)
- Kys (1992)
- Fuglenat (1993)
- Kysse Marie (1994)
- Det nye år (1994)
- Liv (1996)
- Silke (1997)
- Eventyr (1997)
- Glas (1998; Deutsch: Glas, Deutscher Taschenbuch Verlag, München 2001, ISBN 3-423-24239-6)
- Lykken ligger i Drømmen (2000)
- Nord (2000)
- Uvejr (2002)
- Dreng (2003)
- Lyse tider (2005)
- Divadrømmende (2006)
- Legetøjsliv (2007)
- Privatpersoner (2009)